# Much Wenlock
Much Wenlock – miasto w Wielkiej Brytanii, w Anglii, w hrabstwie Shropshire. 
W 1468 roku w (Much) Wenlock utworzono okręg wyborczy do parlamentu angielskiego. W latach 1707–1800 był okręgiem parlamentu Wielkiej Brytanii, a w latach 1801–1885 (do roku zniesienia) był okręgiem reprezentowanym w Izbie Gmin Zjednoczonego Królestwa (zob. historia Wielkiej Brytanii).
W 2001 roku miasto to zamieszkiwało 2 605 osób[potrzebne źródło].